# پاوئو اوروئو
پاوئو اُوِروئو (لهستانی: Paweł Owerłło؛ ‏ ۱۵ سپتامبر ۱۸۶۹ – ۲۷ آوریل ۱۹۵۷) بازیگر اهل لهستان بود.
از فیلم‌ها یا برنامه‌های تلویزیونی که وی در آن نقش داشته‌است، می‌توان به جنگل جوان، راپسودی بالتیک، پروفسور ویلچور، غیرقابل‌تصور، پان تادئوش، شوهرم امشب چه می‌کند؟، صدای صحرا و زیر پرچم عشق اشاره کرد.